# West-Godavari
West-Godavari is een district in de Indiase staat Andhra Pradesh. De hoofdstad is Bhimavaram en het district had 1.844.898 inwoners bij de census van 2011.  

## Bestuurlijke indeling
West-Godavari is onderverdeeld in 20 mandals.